# Tristachya
Triscenia es un género de plantas herbáceas de la familia de las gramíneas o poáceas. Es originario de América, África tropical y Madagascar.

## Especies
| - Tristachya angustifolia - Tristachya anthoxanthoides - Tristachya arundinacea - Tristachya atricha - Tristachya augusta - Tristachya aurea - Tristachya auronitens - Tristachya avenacea - Tristachya barbata - Tristachya bequaertii - Tristachya betsileensis - Tristachya bicrinita - Tristachya biseriata - Tristachya bricchettiana - Tristachya butuluensis - Tristachya chevalieri - Tristachya chrysothrix - Tristachya coarctata - Tristachya contrerasii - Tristachya decora - Tristachya dregeana - Tristachya elegans - Tristachya elymoides - Tristachya esculenta | - Tristachya eylesii - Tristachya fulva - Tristachya glabra - Tristachya glabrinodis - Tristachya granulosa - Tristachya helenae - Tristachya hispida - Tristachya hitchcockii - Tristachya hocki - Tristachya homblei - Tristachya hubbardiana - Tristachya huillensis - Tristachya humbertii - Tristachya inamoena - Tristachya kagerensis - Tristachya kerstingii - Tristachya laxa - Tristachya leiostachya - Tristachya leucothrix - Tristachya longispiculata - Tristachya lualabaensis - Tristachya mexicana - Tristachya microstachya - Tristachya minuta - Tristachya monocephala - Tristachya mukuluensis | - Tristachya multinodis - Tristachya nodiglumis - Tristachya oligostachya - Tristachya pallida - Tristachya papilosa - Tristachya parviflora - Tristachya pedicellata - Tristachya pilgeriana - Tristachya pseudoligulata - Tristachya purpurea - Tristachya rehmannii - Tristachya ringoetii - Tristachya scaettae - Tristachya simplex - Tristachya somalensis - Tristachya spicata - Tristachya stocksii - Tristachya superba - Tristachya superbiens - Tristachya tholloni - Tristachya thollonii - Tristachya tristachyoides - Tristachya tuberculata - Tristachya vanderystii - Tristachya viridearistata - Tristachya welwitschii |